# Persiguiendo Mavericks
Persiguiendo Mavericks (Chasing Mavericks en inglés, Pasión por las olas en Hispanoamérica) es una película biográfica y dramática de 2012 sobre la vida del surfista estadounidense Jay Moriarity. Está dirigida por Curtis Hanson y Michael Apted.

## Trama
La historia narra la vida de Jay Moriarity (nacido en Georgia, 1978), un famoso surfista de Santa Cruz, California que se hizo famoso por ser el primer chico de 16 años en surfear Mavericks (olas más grandes que pasan de los 12 a los 18 metros, aproximadamente 40 a 60 pies de altura, en Santa Cruz). Este es ayudado por el legendario Frosty Hesson, que lo entrena para sobrevivir a los Mavericks. La película narra una verdadera historia de una gran amistad entre Jay y Frosty, y todo lo que conlleva el duro entrenamiento físico y mental, cuyo resultado puede ser mortal.

## Características
- Música: Chad Fischer
- Distribuidora original: 20th century fox.
- Distribuidora para España: Hispano Foxfilm S.A.E.

## Reparto
- Jonny Weston como Jay Moriarity.
- Gerard Butler como Frosty Hesson.
- Elisabeth Shue como Kristy Moriarity.
- Abigail Spencer como Brenda Hesson.
- Leven Rambin como Kim.
- Greg Long como Magnificent 1.
- Peter Mel como Magnificent 2.
- Zach Wormhoudt como Magnificent 3.
- Devin Crittenden como Blond.
- Taylor Handley como Sonny.
- Cooper Timberline como Young Jay.
- Harley Graham como Young Kim.
- Scott Eastwood como Gordy.

## Canciones
1. Plowed, Sponge ... 3:18
2. Brimful of asha, Comershop ... 5:18
3. Blue Light, Mazzy Star ... 5:09
4. Girlfriend, Matthew Sweet ... 3:41
5. Pepper, Butthole Surfers ... 4:56
6. Start Choppin, Dinosaur Jr ... 5:37
7. Fade into you, Mazzy Star ... 4:54
8. Into your arms, The Lemonheads ... 2:45
9. I need an energy, Greg Holden ... 4:36
10. Chasing Mavericks Score Suite, Chad Fischer ... 5;58